# Theorius Campus
Theorius Campus è il primo e unico album in studio del duo musicale Theorius Campus, formato da Francesco De Gregori e Antonello Venditti, pubblicato nel 1972 dalla It.

## Descrizione
(Francesco De Gregori, Francesco De Gregori: un mito, edizioni Lato Side, Roma, 1980)
L'album venne registrato allo Studio 38 dell'Apollo di Roma e pubblicato dalla It.
Le canzoni sono cantate dai due cantautori separatamente, tranne Dolce signora che bruci e In mezzo alla città, cantate dai due insieme. Venditti canta i brani: Ciao uomo; La cantina; È caduto l'inverno; L'amore è come il tempo; Roma Capoccia e Sora Rosa. De Gregori i brani Signora aquilone; La casa del pazzo; Vocazione 1 e ½ e Little Snoring Willy. 
L'unico brano già noto del disco è Sora Rosa, registrata qualche mese prima da Edoardo De Angelis nel suo disco Il paese dove nascono i limoni, inciso insieme a Stelio Gicca Palli.
All'album, prodotto da Paolo Dossena e Italo Greco (che suonano anche le tastiere), hanno collaborato come musicisti Giorgio Lo Cascio (chitarra), Maurizio Giammarco (flauto) ed alcuni musicisti inglesi, di cui tre (Dave Sumner e Douglas Meakin alle chitarre e Mick Brill al basso) sono gli ex componenti del gruppo beat dei Motowns mentre Derek Wilson (alla batteria) è un session man della RCA Italiana; i quattro inglesi, oltre a suonare, accompagnano con le voci De Gregori in Vocazione 1 e 1/2 e Little Snoring Willy.

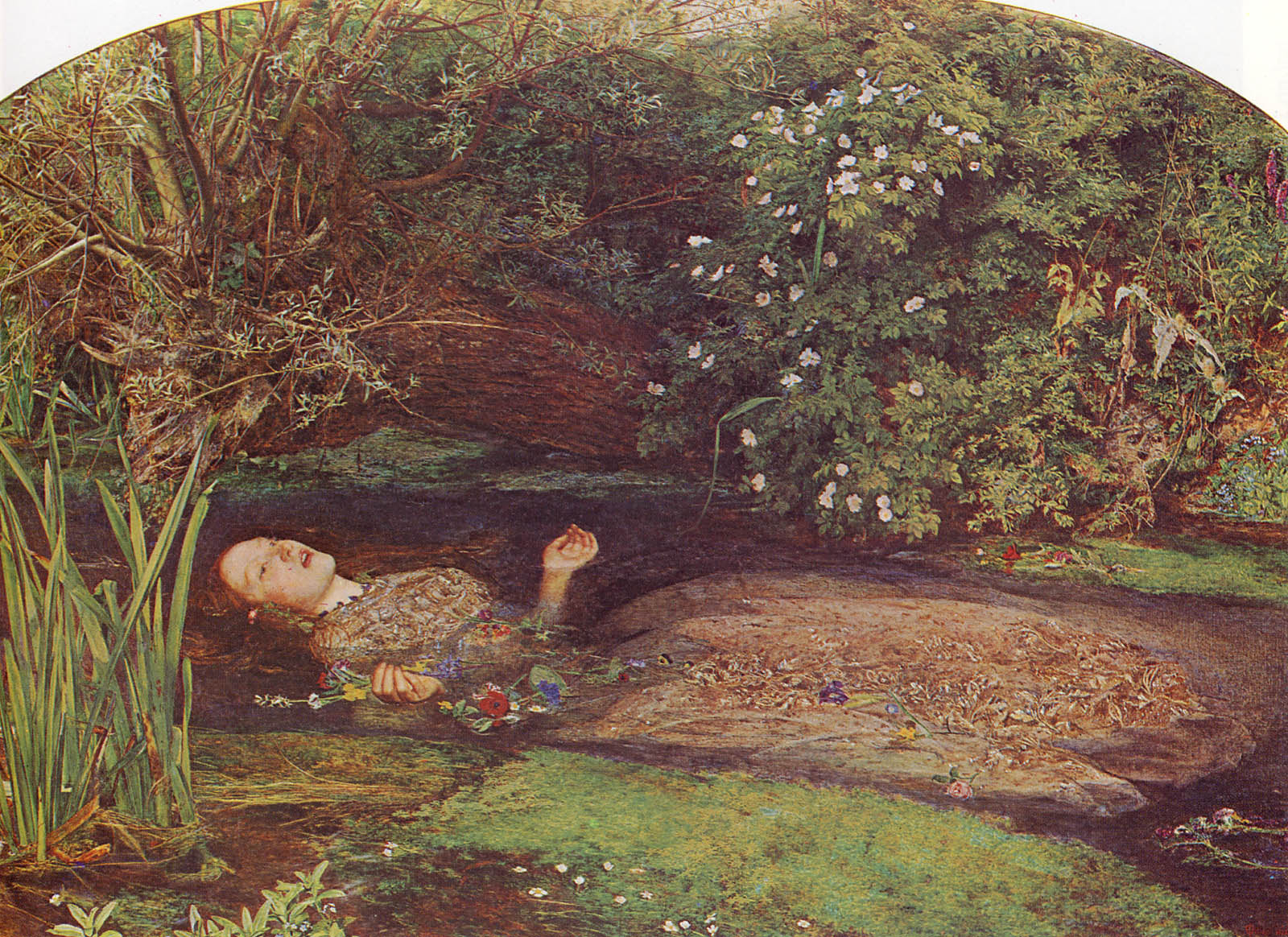
Il quadro Ofelia, di John Everett Millais, presente sulla copertina del disco

Suonano anche i due cantautori: Venditti al pianoforte e De Gregori alla chitarra.
In copertina è presente il dipinto del pittore inglese John Everett Millais, che raffigura Ofelia, personaggio dell'Amleto di William Shakespeare.

L'etichetta sul lato A del disco

L'etichetta sul lato B del disco

Nella prima edizione, sulle due etichette, vi sono due fotografie dei cantautori.
Come ha spiegato De Gregori, il titolo dell'album non ha nessun senso, è un nome inventato.
Da questo album la It trasse un 45 giri contenente due brani di Venditti, Ciao uomo e Roma capoccia (sul lato B); Ciao uomo viene anche proposta alla Mostra Internazionale di Musica Leggera di Venezia, vincendo la Gondola d'argento, e il testo racconta la storia di un viaggio spaziale attraverso il dialogo tra il capitano dell'astronave e un astronauta ("Signor capitano qual è la rotta, qual è il destino del nostro viaggio?"), su un accompagnamento di pianoforte in terzine, quasi a evocare l'Adagio della celebre Sonata per pianoforte n. 14 (Beethoven). Sarà però Roma capoccia la canzone che diverrà più nota negli anni seguenti, tanto che l'album sarà ristampato nel 1974 per la collana RCA Lineatre proprio con il titolo della canzone, con copertina rossa raffigurante i due cantautori con Roma sullo sfondo. La canzone di De Gregori più rilevante invece fu Signora aquilone.
(Francesco De Gregori, Guarda che non sono io, 2014)
L'album riscuote scarso successo, tuttavia tra i pochi compratori dell'album figura un giovanissimo Luciano Ligabue:
(Luciano Ligabue, in Mi puoi leggere fino a tardi di Francesco De Gregori, 2015, p.63)

## Tracce
LATO A
1. Ciao uomo - 5.07 (testo di Antonello Venditti; musica di Edmondo Giuliani e Antonello Venditti)
2. Signora Aquilone - 3.17 (testo e musica di Francesco De Gregori)
3. La cantina - 3.49 (testo e musica di Antonello Venditti)
4. È caduto l'inverno - 5.36 (testo e musica di Antonello Venditti)
5. Dolce signora che bruci - 2.35 (testo e musica di Francesco De Gregori)
6. La casa del pazzo - 4.58 (testo Francesco De Gregori; musica di Giorgio Lo Cascio)

LATO B
1. Vocazione 1 e 1/2 - 3.34 (testo e musica di Antonello Venditti e Francesco De Gregori)
2. L'amore è come il tempo - 3.40 (testo e musica di Antonello Venditti)
3. In mezzo alla città - 3.09 (testo e musica di Antonello Venditti e Francesco De Gregori)
4. Roma capoccia - 4.50 (testo e musica di Antonello Venditti)
5. Little Snoring Willy - 2.35 (testo e musica di Francesco De Gregori)
6. Sora Rosa - 4.17 (testo di Antonello Venditti; musica di Edmondo Giuliani e Antonello Venditti)

## Formazione
- Francesco De Gregori – voce, chitarra
- Antonello Venditti – voce, pianoforte
- Mike Brill – basso
- Giorgio Lo Cascio – chitarra a 12 corde
- Douglas Meakin – chitarra acustica
- Dave Sumner – chitarra elettrica
- Derek Wilson – batteria
- Maurizio Giammarco – flauto